# Sapromyza pallida
Sapromyza pallida är en tvåvingeart som beskrevs av Fallen 1820. Sapromyza pallida ingår i släktet Sapromyza och familjen lövflugor.
Artens utbredningsområde är Sverige. Inga underarter finns listade i Catalogue of Life.